# Pandemia de COVID-19 na Saara Ocidental
Este artigo documenta os impactos da pandemia de coronavírus de 2020 em Saara Ocidental e pode não incluir todas as principais respostas e medidas contemporâneas.

## Cronologia

### Abril 2020
Em 4 de abril, os quatro primeiros casos foram confirmados em Boujdour pela Missão das Nações Unidas para o Referendo no Saara Ocidental (MINOSUR).

Em 9 de abril, a MINURSO informou que dois novos casos foram confirmados em Dakhla, elevando o número de casos confirmados para seis.